# Gephyromantis corvus
Pour les articles homonymes, voir Corvus (homonymie).
Espèce
Synonymes
- Mantidactylus corvus Glaw & Vences, 1994

Statut de conservation UICN

 EN B1ab(iii) : En danger
Gephyromantis corvus est une espèce d'amphibiens de la famille des Mantellidae.

## Répartition
Cette espèce est endémique de Madagascar. Elle se rencontre entre 200 et 800 m d'altitude dans une zone d'environ 5 000 km2 dans le parc national de l'Isalo.

## Description
Gephyromantis corvus mesure environ de 37 à 38 mm pour les mâles, la taille des femelles n'est pas connue.

## Publication originale
- Glaw & Vences, 1994 : A Fieldguide to the Amphibians and Reptiles of Madagascar - Including Mammals and Freshwater Fish. ed. 2, p. 1-331  (ISBN 3-929449-01-3)